# 6509-es mellékút (Magyarország)
A 6509-es számú mellékút egy közel tizenöt kilométer hosszú, négy számjegyű mellékút Somogy és Tolna vármegyék határvidékén; Tab városát köti össze a 65-ös főúttal.

## Nyomvonala
A 65-ös főútból ágazik ki, annak 57+500-as kilométerszelvénye előtt néhány lépéssel, a Tolna vármegyei Iregszemcse központjában. Nyugat felé indul, Dózsa György utca néven, majd egy irányváltást követően Ady Endre utca lesz a neve, így lép ki a község belterületéről, 1,4 kilométer után. Kevéssel a második kilométere előtt keresztezi a Kulcsár-patakot, majd nagyjából egy kilométerrel arrébb egy másik, kisebb jelentőségű vízfolyást. 3,4 kilométer után éri el Somogy vármegye és egyúttal Tengőd határát, egy darabig a határvonalon húzódik; közben, a 3+850-es kilométerszelvénye közelében kiágazik belőle dél felé egy alsóbbrendű, számozatlan, de burkolt út Csehipuszta felé. 4,2 kilométer után ér teljesen Tengőd területére, a község első házait 6,6 kilométer után éri el. Petőfi utca, majd Deák Ferenc utca néven húzódik itt, és 7,4 kilométer után ki is lép a községből.
8,8 kilométer megtétele után érkezik Kánya területére, 9,2 kilométer után már lakott területen halad, Ady Endre utca néven. 9,5 kilométer után egy elágazáshoz ér: dél felé a 65 142-es számú mellékút indul két zsákfalu, Bedegkér és Somogyegres felé, az út pedig innen északnak folytatódik, Fő utca néven. A 11. kilométere után lép ki a község házai közül, ott már északnyugati irányban húzódva. 12,5 kilométer megtétele után szeli át Tab határát, majd nem sokkal később el is éri a belterület szélét. Ott előbb a Kisfaludy utca, majd a Szent István utca nevet viseli, így keresztezi a Kis-Koppány folyását és a MÁV 35-ös számú Kaposvár–Siófok-vasútvonalát. A 6511-es útba beletorkollva ér véget, annak 10+350-es kilométerszelvényénél.
Teljes hossza, az országos közutak térképes nyilvántartását szolgáló kira.gov.hu adatbázisa szerint 14,871 kilométer.

## Települések az út mentén
- Iregszemcse
- Tengőd
- Kánya
- Tab